# Посёлок совхоза имени Льва Толстого
Посёлок совхо́за и́мени Льва Толсто́го — посёлок в Лев-Толстовском районе Липецкой области. Центр Октябрьского сельсовета.

## География
Расположен у южной границы посёлка Лев Толстой (райцентр) в 1 км от ост. п. 3 км.

## История
В советские годы здесь был образован совхоз, который получил имя Льва Толстого — по находящемуся рядом районному центру.  
В 2000 году стал центром Октябрьского сельского поселения.

## Население
| 2000 | 2010 |
| ---- | ---- |
| 740  | ↘670 |

## Инфраструктура
Основа экономики — сельское хозяйство.

## Транспорт
Посёлок доступен автомобильным и железнодорожным транспортом.